# Écoles communales de Tenbosch
Les écoles communales de Tenbosch sont des structures situées entre la rue Américaine et la rue de l'Acqueduc à Ixelles en Belgique, et ont pour particularité d'être conçues dans un style néo-Renaissance Flamande.

## Histoire
Le 15 juin 1886, le conseil communal accepte de créer l'école qui doit s'implanter rue Simonis mais l'administration change d'avis et fait construire l'école primaire pour garçons rue Américaine et l'école primaire pour fille rue de l'Aqueduc. Les écoles comprennent 12 classes, un préau et un gymnase y est construit en 1895.   
Une extension des écoles s'impose le 16 mai 1896 et s'achève deux ans plus tard. L'inauguration des écoles est faite en octobre de la même année.    

## Architecture

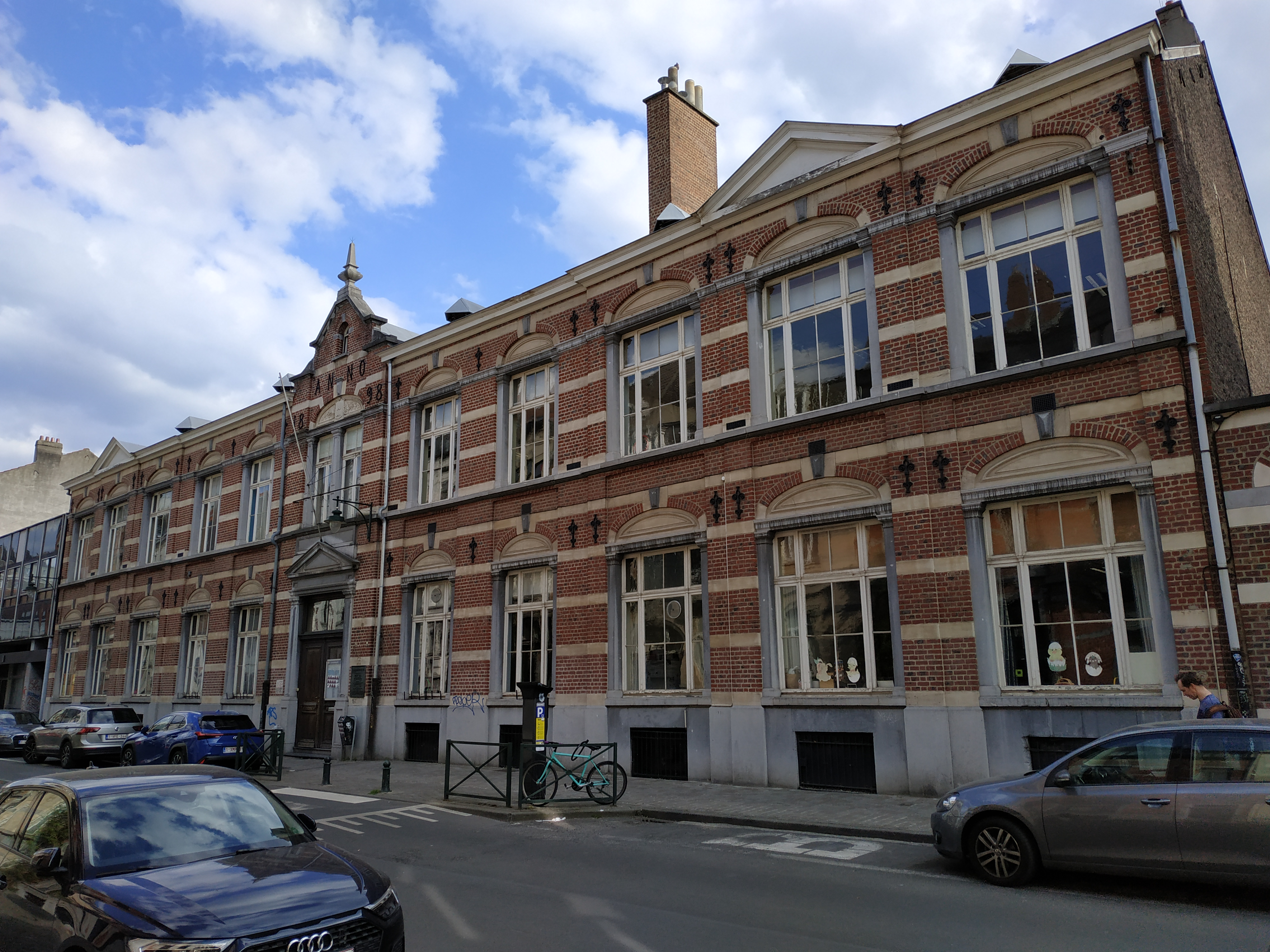
Façade de l'école communale n°10

À partir de la moitié du XIXe siècle, la commune d’Ixelles élargit son établissement scolaire pour répondre à la croissance de la population. Plusieurs écoles sont créées à la manière de l’École Modèle conçue par la Ligue de l’Enseignement. Elle est composée d’un préau, de différentes classes et d’une cour intérieure. Le bâtiment permet d’avoir des grandes ouvertures en façades, des espaces de qualité remplis de lumière et bien aérés, des équipements adéquats et d’un système de chauffage.
Les écoles communales de Tenbosch sont constituées selon le mouvement architectural du style néo-Renaissance Flamande. Les deux façades principales de ces deux écoles sont presque identiques, la seule grande différence c’est l’étage en plus sur l’école n°10.  Les façades sont constituées principalement de la brique rouge, pour rigidifier le mur utilisation de la pierre blanche et la pierre bleue pour la décoration. Les ancres sont présentes sous différentes formes et particulièrement avec l’inscription « ANNO 1892 ».
Les élévations sont conçues de manière horizontale, constituées de onze travées et respectivement de onze fenêtres rectangulaires. Certaines fenêtres sont surmontées de tympans sur lesquelles se développe une anse de panier. La toiture est composée par des pignons à gradins ou à remparts droits, des lucarnes et des pinacles.
Les écoles communales n° 5, n° 6 et n° 8 sont relativement semblables à ces deux écoles. Ces bâtiments sont conçus par différents architectes mais qui gardent aussi les mêmes caractéristiques que l’École Modèle. 

## Sauvegarde
Les écoles communales n°9 et n°10 ne font pas partie de la liste des monuments classés d’Ixelles, elles ne sont pas non plus dans le registre du patrimoine protégé d’Ixelles mais font partie de l’inventaire du patrimoine architectural de la commune d’Ixelles,. 